# Verbolozî, Kozeatîn
Verbolozî (în ucraineană Верболози) este un sat în comuna Vernîhorodok din raionul Kozeatîn, regiunea Vinnița, Ucraina.

## Demografie
Componența lingvistică a localității Verbolozî
     Ucraineană (99,13%)
     Alte limbi (0,87%)
Conform recensământului din 2001, majoritatea populației localității Verbolozî era vorbitoare de ucraineană (99,13%), existând în minoritate și vorbitori de alte limbi.